# Liste des indicatifs téléphoniques au Burkina Faso
Voici la liste des indicatifs téléphoniques au Burkina Faso.
L’indicatif international du Burkina Faso est le « +226 ».
À partir du Burkina Faso, le « 00 » est le préfixe pour appeler l’international.
Les numéros mobiles et fixes ont habituellement la forme à 8 chiffres. Les numéros au Burkina Faso s’écrivent en général en quatre tranches de deux chiffres.
Deux numéros courts sont à deux chiffres ou trois chiffres, écrits en général en une seule tranche; les autres numéros courts ont quatre chiffres, écrits en une tranches ou deux tranches de deux chiffres.

## Structure du plan de numération
La structure du plan national de numérotation du Burkina Faso se présente comme suit :
| Tranche 0 : préfixes d’accès | |
| 00 ou « + » | Préfixe d’accès à l’international |
| 0 3x xx xx | (ancien préfixe interzone, supprimé, vers les numéros fixes géographiques historiques à 6 chiffres) |
| 0 4x xx xx | (ancien préfixe interzone, supprimé, vers les numéros fixes géographiques historiques à 6 chiffres) |
| 0 5x xx xx | (ancien préfixe interzone, supprimé, vers les numéros fixes géographiques historiques à 6 chiffres) |
| 0 7x xx xx | (ancien préfixe interzone, supprimé, vers les numéros fixes géographiques historiques à 6 chiffres) |
| 0 9x xx xx | (ancien préfixe interzone, supprimé, vers les numéros fixes géographiques historiques à 6 chiffres) |
| Tranche 0 : nouveaux numéros non géographiques (réseaux mobiles) Le chiffre 0 initial fait partie des huit chiffres significatifs du numéro mobile (et doit être composé après l'indicatif du pays lors des appels depuis l'étranger) | |
| 01 yz xx xx xx | Onatel S.A. Burkina Faso |
| 02 yz xx xx xx | Onatel S.A. Burkina Faso |
| 06 yz xx xx xx | Orange Burkina Faso |
| 07 yz xx xx xx | Orange Burkina Faso |
| Tranche 1 : services d’urgence, d’assistance ou d’intérêt général (numéros courts) | |
| 10yz | Services d’urgence et d’assistance - 1010 - Urgence : attaques de coupeurs de route |
| 11y ou 11yz | Services de protection civile, de sécurité - 1111 - Danger : eau, inondation - 112 - Assistance médicale - 1130 - Danger : électricité |
| 12yz | |
| 13yz | |
| 14yz | |
| 15yz | |
| 16yz | |
| 17 | Police / Gendarmerie nationale |
| 18 | Pompiers |
| 19yz | |
| Tranche 3 : services d’information à valeur ajoutée (numéros courts) | |
| 30 yz | Services divers d'information d'intérêt général - 30 30 - Informations médicales et sanitaires (COVID) |
| 31 yz | Services divers à valeur ajoutée (p.ex., téléchargement par SMS de sonneries, logos, jeux, centres d'appels et services clients des opérateurs et fournisseurs de service) |
| 32 yz | Services divers à valeur ajoutée (p.ex., téléchargement par SMS de sonneries, logos, jeux, centres d'appels et services clients des opérateurs et fournisseurs de service) |
| 33 yz | Services divers à valeur ajoutée (p.ex., téléchargement par SMS de sonneries, logos, jeux, centres d'appels et services clients des opérateurs et fournisseurs de service) |
| 34 yz | Services divers à valeur ajoutée (p.ex., téléchargement par SMS de sonneries, logos, jeux, centres d'appels et services clients des opérateurs et fournisseurs de service) |
| 35 yz | Services divers à valeur ajoutée (p.ex., téléchargement par SMS de sonneries, logos, jeux, centres d'appels et services clients des opérateurs et fournisseurs de service) |
| 36 yz | Services divers à valeur ajoutée (p.ex., téléchargement par SMS de sonneries, logos, jeux, centres d'appels et services clients des opérateurs et fournisseurs de service) |
| 37 yz | Services divers à valeur ajoutée (p.ex., téléchargement par SMS de sonneries, logos, jeux, centres d'appels et services clients des opérateurs et fournisseurs de service) |
| 38 yz | Services divers à valeur ajoutée (p.ex., téléchargement par SMS de sonneries, logos, jeux, centres d'appels et services clients des opérateurs et fournisseurs de service) |
| 39 yz | Services divers à valeur ajoutée (p.ex., téléchargement par SMS de sonneries, logos, jeux, centres d'appels et services clients des opérateurs et fournisseurs de service) |
| Tranche 2 et 4 à 7 : numéros géographiques (anciens réseaux fixes) | |
| 20 yz xx | Zone de l’ouest (régions : Boucle du Mouhoun, Cascades, Hauts-Bassins, Sud-Ouest) - 20 49 xx xx - Dédougou, Gassan, Tchériba - 20 52 xx xx - Dédougou, Gassan, Tchériba - 20 53 xx xx - Boromo, Djibasso, Nouna, Toma, Tougan - 20 54 xx xx - Tougan - 20 86 xx xx - Diébougou - 20 87 xx xx - Gaoua - 20 88 xx xx - Banfora - 20 90 xx xx - Gaoua, Dano, Diébougou, Dissin - 20 91 xx xx - Banfora, Bérégadougou, Niangoloko - 20 96 xx xx - Banfora, Bérégadougou, Niangoloko - 20 97 xx xx - Bobo-Dioulasso - 20 98 xx xx - Bobo-Dioulasso - 20 99 xx xx - Béréba, Fô, Houndé, Orodara, Toussiana                        |
| 25 yz xx | Zone du nord et de l’est (régions : Centre-Est, Centre-Nord, Est, Nord, Plateau-Central, Sahel) - 25 xx xx - Ziniaré - 40 45 xx xx - Boussouma, Kaya, Kongoussi - 40 46 xx xx - Falagountou, Dori, Gorom-Gorom,Marko - 40 49 xx xx - Ziniaré - 40 54 xx xx - Yako - 40 55 xx xx - Gourcy, Latodin, Ouahigouya, Thiou, - 40 56 xx xx - Djibo - 50 66 xx xx - Dori - 40 70 xx xx - Boulsa, Koupéla, Pouytenga, Zorgho - 40 71 xx xx - Béguédo,Bittou, Cinkansé, Garango, Tenkodogo - 40 77 xx xx - Bilanga, Bogandé, Diabo, Fada N’Gourma, Pama - 40 79 xx xx - Diapaga, Kantchari                                            |
| 40 yz xx | Zone du nord et de l’est (régions : Centre-Est, Centre-Nord, Est, Nord, Plateau-Central, Sahel) - 25 xx xx - Ziniaré - 40 45 xx xx - Boussouma, Kaya, Kongoussi - 40 46 xx xx - Falagountou, Dori, Gorom-Gorom,Marko - 40 49 xx xx - Ziniaré - 40 54 xx xx - Yako - 40 55 xx xx - Gourcy, Latodin, Ouahigouya, Thiou, - 40 56 xx xx - Djibo - 50 66 xx xx - Dori - 40 70 xx xx - Boulsa, Koupéla, Pouytenga, Zorgho - 40 71 xx xx - Béguédo,Bittou, Cinkansé, Garango, Tenkodogo - 40 77 xx xx - Bilanga, Bogandé, Diabo, Fada N’Gourma, Pama - 40 79 xx xx - Diapaga, Kantchari                                            |
| 50 yz xx | Zone du centre (régions : Centre, Centre-Ouest, Centre-Sud) - 50 30 xx xx - Ouagadougou - 50 31 xx xx - Ouagadougou - 50 32 xx xx - Ouagadougou - 50 33 xx xx - Ouagadougou - 50 34 xx xx - Ouagadougou - 50 35 xx xx - Ouagadougou - 50 36 xx xx - Ouagadougou - 50 37 xx xx - Ouagadougou - 50 38 xx xx - Ouagadougou - 50 39 xx xx - Ouagadougou - 50 40 xx xx - Manga, Pô, Kombissiri, Saponé, Koubri - 50 41 xx xx - Léo, Tabou, Sapouy, Biéha, Bourra - 50 42 xx xx - Ouagadougou - 50 43 xx xx - Ouagadougou - 50 44 xx xx - Koudougou, Réo, Didyr, Ténado - 50 45 xx xx - Koudougou - 50 46 xx xx - - 50 47 xx xx - |
| Tranche 2 et 4 à 7 : numéros non géographiques (réseaux mobiles) | |
| 51 yz xx | Onatel S.A. |
| 6y xx | - 60 xx xx - Onatel S.A. - 61 xx xx - Onatel S.A. - 62 xx xx - Onatel S.A. - 63 xx xx - Onatel S.A. - 64 xx xx - Airtel Burkina S.A. - 65 xx xx - Airtel Burkina S.A. - 65 xx xx - Airtel Burkina S.A. - 66 xx xx - Airtel Burkina S.A. - 68 xx xx - Telecel Faso S.A. |
| 7y xx | - 70 xx xx - Telmob S.A. - 71 xx xx - Telmob S.A. - 72 xx xx - Telmob S.A. - 73 xx xx - Onatel S.A. - 74 xx xx - Celtel Burkina Faso S.A. - 75 xx xx - Airtel Burkina S.A. - 76 xx xx - Airtel Burkina S.A. - 77 00 xx xx à 77 19 xx xx - Airtel Burkina S.A. - 77 20 xx xx à 77 29 xx xx - Celtel Burkina Faso S.A. - 77 30 xx xx à 77 39 xx xx - Airtel Burkina S.A. - 78 xx xx - Telecel Faso S.A. - 79 xx xx - Telecel Faso S.A. |
| Tranche 8 et 9 : réservée aux services spéciaux (numéros non géographiques) | |
| 8y xx | - 80 xx xx - Services gratuits pour l'appelant (facturé à l'abonné) |
| 9y xx | |

## Historique
L'ancien plan de numérotation fixe utilisait 6 chiffres, dont les deux premiers identifiait la zone d'appel, ces numéros (alors alloués à l'opérateur national historique) ont été passés à une numération nationale unique à 8 chiffres, en créant trois zones interrégionales (de préfixes 20 pour la zone ouest, 40 pour la zone centrale et 50 pour la zone nord et est), afin de laisser la place aux réseaux mobiles utilisant les nouveaux préfixes 60 à 68 et 70 à 79 (alloués sur une zone nationale unique mais opérateur par opérateur, par blocs de 10 000 numéros consécutifs).
Depuis l'émergence des réseaux mobiles, le réseau téléphonique fixe est tombé en désuétude, voire ne fonctionne plus dans de nombreuses régions, notamment en milieu rural, faute d'entretien et de rentabilité. Cependant le plan de numérotation fixe reste encore en service dans les grandes villes (mais il peut être relayé par les opérateurs via les réseaux mobiles qu'ils exploitent).
Depuis le plan de numérotation à 8 chiffres, d'autres préfixes ont été alloués pour les réseaux mobiles dans les nouvelles tranches 01, 02, 06, 07, ainsi qu'entre les 3 tranches de numéros géographiques fixes (21 à 29, 41 à 49 et 51 à 59), en réservant les tranches 80 à 99 aux services futurs.